# Nämarholmen
Nämarholmen är en ö nära Högsar i Nagu,  Finland.   Den ligger i Pargas stad i den ekonomiska regionen  Åboland  och landskapet Egentliga Finland. Ön ligger omkring 3 kilometer norr om Högsar, omkring 4 kilometer sydväst om Nagu kyrka,  39 kilometer sydväst om Åbo och 170 km väster om Helsingfors. Närmaste allmänna förbindelse är förbindelsebryggan vid Pärnäs som trafikeras av M/S Eivor och M/S Cheri.